# H&K HK79
H&K HK79は、G3系統のライフルに装着される40mm擲弾発射器である。

## 概要
HK79は、それまでドイツ連邦軍で使用されてきたライフルグレネードに代わり、G3に対応した擲弾筒としてHK69をベースに開発された。装填や脱包のために薬室を開放する際、アメリカのM203では筒身を前方向に直線移動させるのに対し、HK79は前方を支点として筒身後端を下方向に振り下げる。